# Oromos

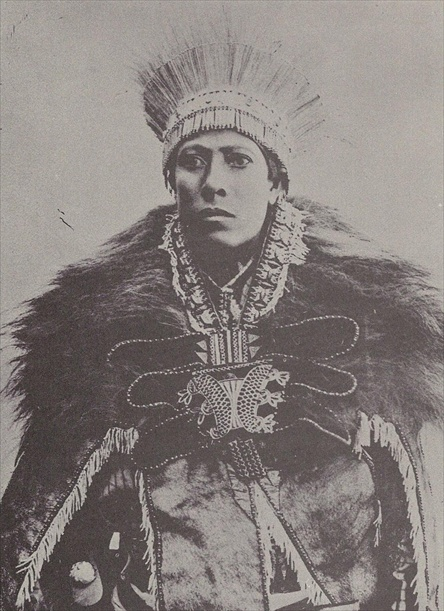
Balcha Safo, chef militaire éthiopien d'éthnie Oromo. Il participe notamment à la bataille d'Adoua.

Pour les articles homonymes, voir Oromo.
Les Oromos (Oromo : Oromoo ; Ge'ez: ኦሮሞ) sont un groupe ethnique de la corne de l'Afrique  qui vit en Éthiopie, principalement dans la région fédérée de l'Oromia, mais que l'on trouve également en Somalie et dans le nord du Kenya, Ils constituent le groupe ethnique le plus important en Éthiopie et dans l'ensemble de la Corne de l'Afrique. Selon le recensement de 2007,, ils représentent environ 34,5 % de la population éthiopienne, tandis que d'autres estiment qu'ils représentent environ 40 % de la population,. Le nombre d'Oromo dépasse les 40 millions en Éthiopie sur une population totale estimée en 2022 à plus de 113 millions d’Éthiopiens.
Les Oromos parlent la langue Oromo comme une langue maternelle (aussi appelé Afaan Oromoo et Oromiffa), qui fait partie de la branche couchitique de la famille Afro-Asiatique. Le mot Oromo est apparu dans la littérature pour la première fois en 1893, puis est devenu commun dans la seconde moitié du xxe siècle,.

Du xviiie siècle au xixe siècle, les Oromos ont eu une influence dominante dans le nord de l'Éthiopie pendant la période Zemene Mesafint. Certains ont été impliqués dans des guerres avec les chrétiens du nord et avec les musulmans du sud et de l'est de la Corne de l'Afrique,,. Même si la majorité des Oromos sont devenus chrétiens ou musulmans au cours des siècles, certains ont conservé leurs croyances traditionnelles. 

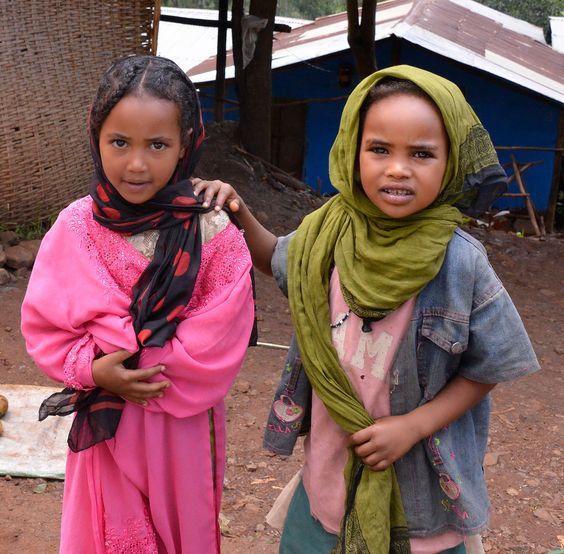
Filles oromos, Éthiopie.

## Ethnonymie
Selon les sources, on observe plusieurs variantes :  Ilma Orma, Oremon, Orma, Oromata, Oromo, sans compter les dépréciatifs (Khotis, Gala, Galla, Gallas, Gallinyas…).
Des études de linguistique historique et d'ethnologie comparée suggèrent que le peuple Oromo est probablement originaire des lacs Shamo et Chew Bahir,. Ce sont des Couchites qui habitent l'Afrique de l'Est et du Nord-Est depuis au moins le début du premier millénaire. La guerre Abyssinie-Adal du xvie siècle conduisirent les Oromos à occuper les terres de l'Empire éthiopien et du Sultanat d'Adal.

## Population
Selon le recensement de 1994, les Oromos représentent 32,1 % de la population éthiopienne, soit plus de 56 millions de personnes. Ils seraient numériquement la plus importante entité du pays devant les Amharas (30,1 %).
Le recensement de 2007 confirme cette tendance avec 34,4 % d'Oromos et 27 % d'Amharas. Selon ce recensement portant sur une population totale de 73 750 932 personnes, 25 363 756 se sont déclarées « Oromo ».
Les Oromos ont également une présence notable dans le nord du Kenya.

## Langue
Les Oromos parlent l'afaan oromo ou oromiffa, une langue couchitique qui connaît des variations locales. Des locuteurs de l'oromiffa sont présents dans plusieurs pays de la corne de l'Afrique, en particulier l'Éthiopie, Djibouti, la Somalie et le Kenya.

## Religions
Environ la moitié des Oromos sont musulmans, un quart sont chrétiens orthodoxes, le reste est partagé entre protestants (y compris évangéliques) et le culte Waaq (en).
En effet, selon l'Association of Muslim Social Scientists et de l'Institut international de la pensée islamique, « probablement un peu plus de 60 % des Oromos suivent l'islam, plus de 30 % suivent le christianisme et moins de 3 % suivent la religion traditionnelle.

## Histoire

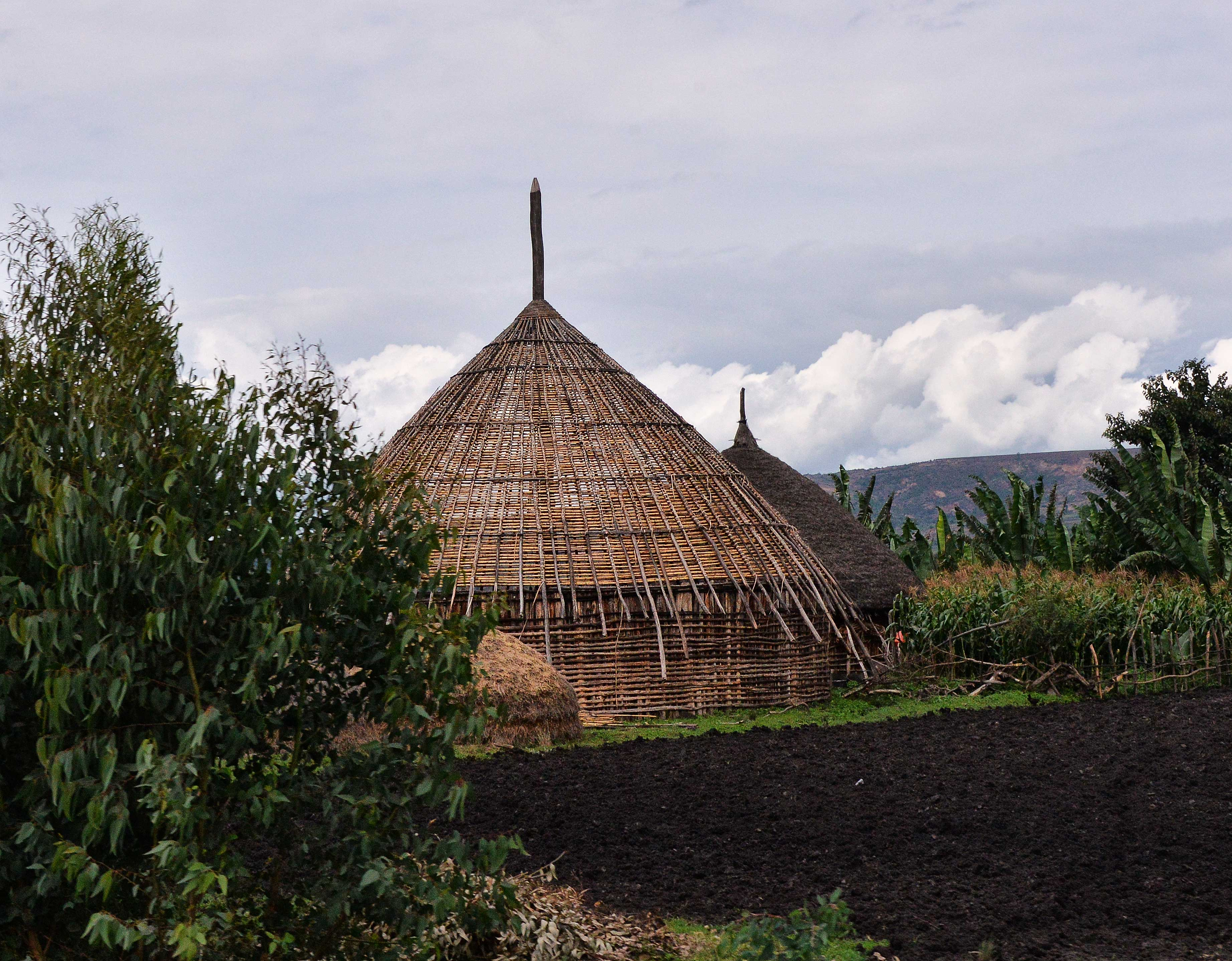
Habitation Oromo en Éthiopie.

Les Oromos sont peut-être originaires du nord du Borana ou du Balé, en tout cas du sud de l'Éthiopie. Ils entament au XVIe siècle une « migration pastorale » vers des territoires septentrionaux, facilitée par les ruptures occasionnées par les conquêtes de Ahmed Gragn. Au cours de ce processus, ils agglomèrent et acculturent les populations locales.
Depuis 2004, des affrontements ont lieu de manière sporadique entre des groupes oromos et somalis à la frontière de leur région respective. En septembre 2017, ces combats, liés au conflit pour le contrôle de terres arables, ont donné lieu à des « tueries brutales » avec des centaines de morts et poussé des dizaines de milliers de personnes à fuir la zone où ils se déroulent.